# Antonis Kafetzopoulos
Antonis Kafetzopoulos, född 13 oktober 1951, är en grekisk skådespelare.

## Roller (i urval)
- (2004) - Babalou TV-serie
- (2003) - Lefkos Oikos TV-serie
- (2003) - I Lisa Kai Oloi Oi Alloi
- (2002) - Dream Hotel
- (2001) - To Klama Vgike Apo Ton Paradeiso
- (2001) - O Kalyteros Mou Filos
- (2001) - Stakaman
- (2000) - I Piso Porta